# NFL sezona 1983.
NFL sezona 1983. je 64. po redu sezona nacionalne lige američkog nogometa.
Sezona je počela 3. rujna 1983. Super Bowl XVIII je bio završna utakmica sezone, u kojoj su se 22. siječnja 1984. u Tampi u Floridi na Tampa Stadiumu sastali pobjednici AFC konferencije Los Angeles Raidersi i pobjednici NFC konferencije Washington Redskinsi. Pobijedili su Raidersi rezultatom 38:9 i tako osvojili svoj treći naslov prvaka NFL-a u povijesti.

## Poredak po divizijama na kraju regularnog dijela sezone
| AFC Istok             |     |     |     |      |     |     |
| Momčad                | Pob | Por | Ner | %    | P+  | P-  |
| Miami Dolphins *      | 12  | 4   | 0   | 75,0 | 389 | 250 |
| New England Patriots  | 8   | 8   | 0   | 50,0 | 274 | 289 |
| Buffalo Bills         | 8   | 8   | 0   | 50,0 | 283 | 351 |
| Baltimore Colts       | 7   | 9   | 0   | 43,8 | 264 | 354 |
| New York Jets         | 7   | 9   | 0   | 43,8 | 313 | 331 |
| AFC Central           |     |     |     |      |     |     |
| Momčad                | Pob | Por | Ner | %    | P+  | P-  |
| Pittsburgh Steelers * | 10  | 6   | 0   | 62,5 | 355 | 303 |
| Cleveland Browns      | 9   | 7   | 0   | 56,3 | 356 | 342 |
| Cincinnati Bengals    | 7   | 9   | 0   | 43,8 | 346 | 302 |
| Houston Oilers        | 2   | 14  | 0   | 12,5 | 288 | 460 |
| AFC Zapad             |     |     |     |      |     |     |
| Momčad                | Pob | Por | Ner | %    | P+  | P-  |
| Los Angeles Raiders * | 12  | 4   | 0   | 75,0 | 442 | 338 |
| Seattle Seahawks **   | 9   | 7   | 0   | 56,3 | 403 | 397 |
| Denver Broncos **     | 9   | 7   | 0   | 56,3 | 302 | 327 |
| San Diego Chargers    | 6   | 10  | 0   | 37,5 | 358 | 462 |
| Kansas City Chiefs    | 6   | 10  | 0   | 37,5 | 386 | 367 |

| NFC Istok             |     |     |     |      |     |     |
| Momčad                | Pob | Por | Ner | %    | P+  | P-  |
| Washington Redskins * | 14  | 2   | 0   | 87,5 | 541 | 332 |
| Dallas Cowboys **     | 12  | 4   | 0   | 75,0 | 479 | 360 |
| St. Louis Cardinals   | 8   | 7   | 1   | 53,1 | 374 | 428 |
| Philadelphia Eagles   | 5   | 11  | 0   | 31,3 | 233 | 322 |
| New York Giants       | 3   | 12  | 1   | 21,9 | 267 | 347 |
| NFC Central           |     |     |     |      |     |     |
| Momčad                | Pob | Por | Ner | %    | P+  | P-  |
| Detroit Lions *       | 9   | 7   | 0   | 56,3 | 347 | 286 |
| Green Bay Packers     | 8   | 8   | 0   | 50,0 | 429 | 439 |
| Chicago Bears         | 8   | 8   | 0   | 50,0 | 311 | 301 |
| Minnesota Vikings     | 8   | 8   | 0   | 50,0 | 316 | 348 |
| Tampa Bay Buccaneers  | 2   | 14  | 0   | 12,5 | 241 | 380 |
| NFC Zapad             |     |     |     |      |     |     |
| Momčad                | Pob | Por | Ner | %    | P+  | P-  |
| San Francisco 49ers * | 10  | 6   | 0   | 62,5 | 432 | 293 |
| Los Angeles Rams **   | 9   | 7   | 0   | 56,3 | 361 | 344 |
| New Orleans Saints    | 8   | 8   | 0   | 50,0 | 319 | 337 |
| Atlanta Falcons       | 7   | 9   | 0   | 43,8 | 370 | 389 |

Napomena: * - ušli u doigravanje kao pobjednik divizije, ** - ušli u doigravanje kao wild-card, % - postotak pobjeda, P± - postignuti/primljeni poeni

## Doigravanje

### Pozicije za doigravanje
| Poz. | AFC                 | NFC                 |
| ---- | ------------------- | ------------------- |
| 1.   | Los Angeles Raiders | Washington Redskins |
| 2.   | Miami Dolphins      | San Francisco 49ers |
| 3.   | Pittsburgh Steelers | Detroit Lions       |
| 4.   | Seattle Seahawks    | Dallas Cowboys      |
| 5.   | Denver Broncos      | Los Angeles Rams    |

### Utakmice u doigravanju
| Datum                 | Utakmica                                  | Rezultat        |
| Wild Card runda       | Wild Card runda                           | Wild Card runda |
| --------------------- | ----------------------------------------- | --------------- |
| 24. prosinca 1983.    | Seattle Seahawks - Denver Broncos         | 31:7            |
| 26. prosinca 1983.    | Dallas Cowboys - Los Angeles Rams         | 17:24           |
| Divizijska runda      |                                           |                 |
| 31. prosinca 1983.    | Miami Dolphins - Seattle Seahawks         | 20:27           |
| 31. prosinca 1983.    | San Francisco 49ers - Detroit Lions       | 24:23           |
| 1. siječnja 1984.     | Washington Redskins - Los Angeles Rams    | 51:7            |
| 1. siječnja 1984.     | Los Angeles Raiders - Pittsburgh Steelers | 38:10           |
| Konferencijska finala |                                           |                 |
| 8. siječnja 1984.     | Washington Redskins - San Francisco 49ers | 24:21           |
| 8. siječnja 1984.     | Los Angeles Raiders - Seattle Seahawks    | 30:14           |
| Super Bowl XVIII      |                                           |                 |
| 22. siječnja 1984.    | Los Angeles Raiders - Washington Redskins | 38:9            |

## Nagrade za sezonu 1983.
| Nagrada                        | Osvajač        | Pozicija      | Momčad              |
| ------------------------------ | -------------- | ------------- | ------------------- |
| Najkorisniji igrač (MVP)       | Joe Theismann  | quarterback   | Washington Redskins |
| Igrač godine u napadu          | Joe Theismann  | quarterback   | Washington Redskins |
| Igrač godine u obrani          | Doug Betters   | defensive end | Miami Dolphins      |
| Trener godine                  | Joe Gibbs      | trener        | Washington Redskins |
| Novajlija godine u napadu      | Eric Dickerson | running back  | Los Angeles Rams    |
| Novajlija godine u obrani      | Vernon Maxwell | linebacker    | Baltimore Colts     |
| Najkorisniji igrač Super Bowla | Marcus Allen   | running back  | Los Angeles Raiders |

## Statistika

### Statistika po igračima

#### U napadu
- Najviše jarda dodavanja: Lynn Dickey, Green Bay Packers - 4458
- Najviše jarda probijanja: Eric Dickerson, Los Angeles Rams - 1808
- Najviše uhvaćenih jarda dodavanja: Mike Quick, Philadelphia Eagles - 1409

#### U obrani
- Najviše obaranja quarterbacka (sackova): Mark Gastineau, New York Jets - 19
- Najviše presječenih lopti:  Mark Murphy, Washington Redskins - 9

### Statistika po momčadima

#### U napadu
- Najviše postignutih poena: Washington Redskins - 541 (33,8 po utakmici)
- Najviše ukupno osvojenih jarda: San Diego Chargers - 387,3 po utakmici
- Najviše jarda osvojenih dodavanjem: San Diego Chargers - 291,3 po utakmici
- Najviše jarda osvojenih probijanjem: Chicago Bears - 170,4 po utakmici

#### U obrani
- Najmanje primljenih poena: Miami Dolphins - 250 (15,6 po utakmici)
- Najmanje ukupno izgubljenih jarda: Cincinnati Bengals - 270,4 po utakmici
- Najmanje jarda izgubljenih dodavanjem: New Orleans Saints - 168,2 po utakmici
- Najmanje jarda izgubljenih probijanjem: Washington Redskins - 80,6 po utakmici

## Vanjske poveznice
- Pro-Football-Reference.com, statistika sezone 1983. u NFL-u
- NFL.com, sezona 1983.